# 光明章
光明章（阿拉伯语：‎），是古兰经第24章，属于麦地那篇章。主要故事发自本章第35节，涉及真主的光明和特权。
真主说于本章第35节：
阿拉伯语：الله نور السموات والأرض
汉语意义：真主是天地之光的送礼者。
除此之外，本章还包括伊斯兰教的若干法律。（例如：本章58至61节、2至9节、27至31节、32至34节）。